# Maholiya
Maholiya es una ciudad censal situada en el distrito de Udham Singh Nagar,  en el estado de Uttarakhand (India). Su población es de 10965 habitantes (2011). 

## Demografía
Según el censo de 2011 la población de Maholiya era de 10965 habitantes, de los cuales 5441 eran hombres y 5524 eran mujeres. Maholiya tiene una tasa media de alfabetización del 87,21%, superior a la media estatal del 78,82%: la alfabetización masculina es del 92,60%, y la alfabetización femenina del 82%.